# Elektroisolierpapier
Elektroisolierpapier ist ein Spezialpapier, das als Isolierstoff an Leitdrähten oder in elektronischen Bauteilen, vor allem Kondensatoren eingesetzt wird. Es ist ein sehr festes und meist mit Kunstharz imprägniertes Papier, das vor allem aus sehr fein gemahlenem Zellstoff sowie seltener mit Hadernzuschlag („Lumpen“) hergestellt wird. Es muss porenfrei sein und darf keine Füllstoffe oder stromleitenden Verunreinigungen wie Metalle oder Kohle, Salze und Säuren aufweisen.

## Verwendung

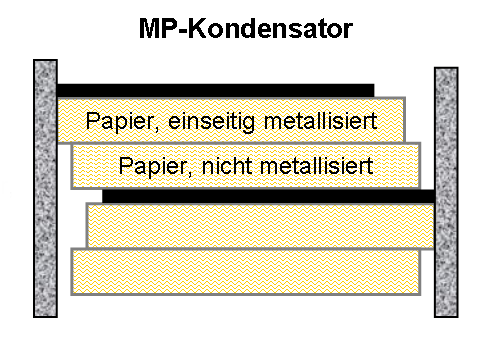
Metallpapierkondensator, Papierkondensator mit einseitig metallisiertem Papier, Wickel imprägniert mit Isolieröl

Die beiden wichtigsten Verwendungen für Elektroisolierpapiere sind die Nutzung als:
- Kabelpapier; es wird spiralförmig um den Leiterdraht gewickelt und isoliert ihn gegen die Umgebung. Angewendet wird Kabelpapier insbesondere bei Erdkabeln, wird dort aber zunehmend durch Kunststoffe wie Polyethylen abgelöst. Das verwendete Papier muss hierfür eine hohe Längsfestigkeit aufweisen.
- Elektrolytpapiere; sie werden zum Wickeln von Papier- und Metallpapierkondensatoren genutzt. Dazu müssen sie stark saugfähig, hochrein, porenfrei und gleichmäßig dick sein. Durch die hohen Ansprüche an die Papierqualität zählt Elektrolytpapier zu den teuersten Papieren.